# Codex Justinianus

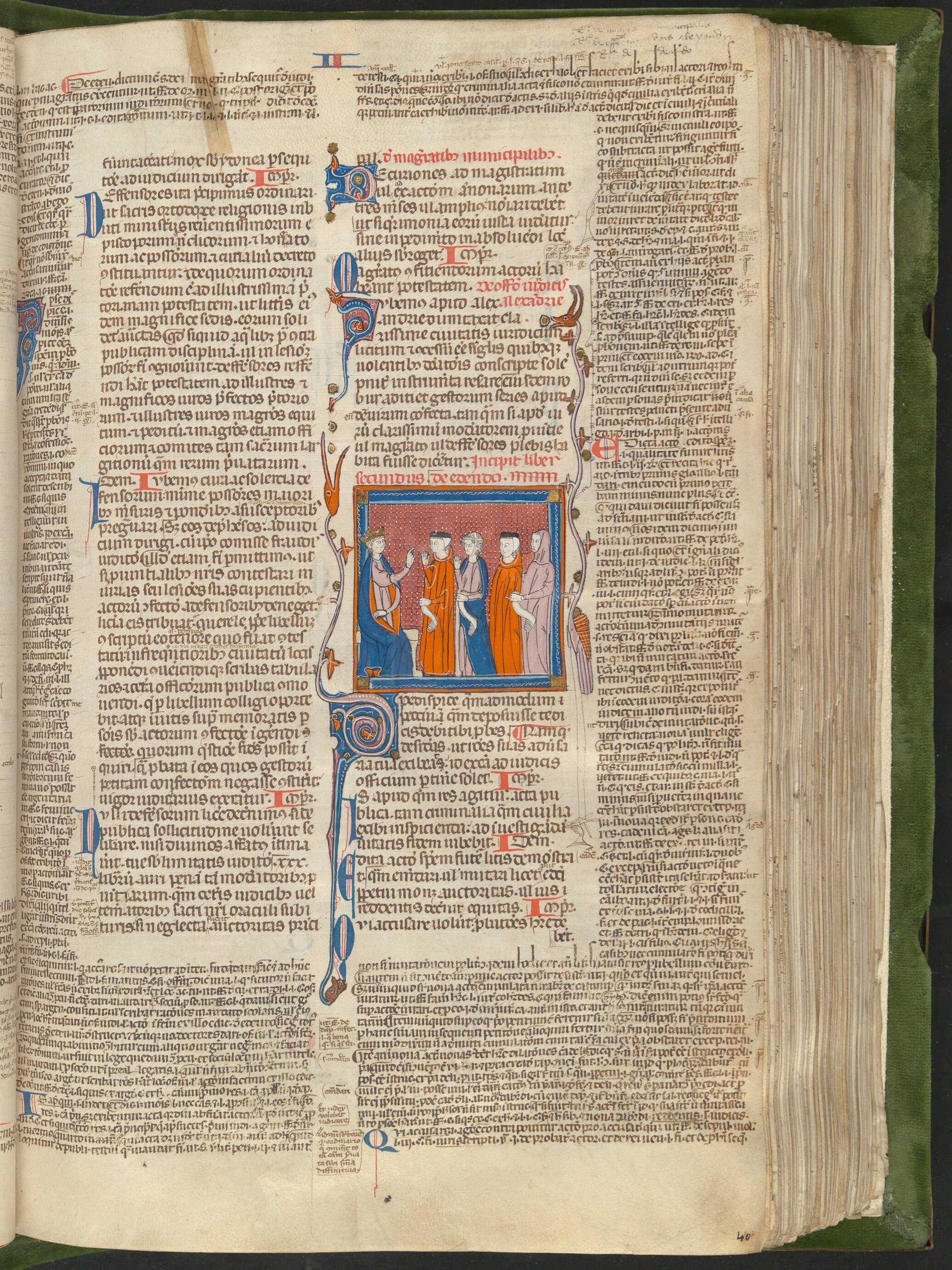
Fragment uit het manuscript "Codex Justiniani I-IX". Middeleeuwse kopie van de beroemde Codex Justinianus. Gekopieerd door o.a. Franciscus Accursius in de 13e eeuw. Bewaard in de Universiteitsbibliotheek Gent.

De Codex Justinianus is een Byzantijnse bron van het Romeinse recht uit de late oudheid, samengesteld in opdracht van keizer Justinianus I in Constantinopel. De tekst was klaar op 7 april 529 en bestaat uit een geordende verzameling van meer dan 2000 regels van gewoonterecht, keizerlijke wetgeving en rechtspraak uit de voorliggende periode, sommigen 1000 jaar oud. De samenstelling van de Codex is te danken aan de ijver van een commissie bestaand uit tien rechtsgeleerden, waaronder de latere voorzitter en hoge ambtenaar Tribonianus en de belangstelling van keizer Justinianus I voor het oude Romeinse recht. Met dit grote wetgevingsproject hoopte Justinianus meer politiek gezag te krijgen en de macht van het keizerrijk te verstevigen.
De Codex Justinianus bestaat uit een verzameling van oudere keizerlijke verordeningen (constitutiones) en rescripten. Deze werden onder meer verkregen uit de Codex Theodosianus, van keizer Theodosius II (437) en verordeningen die waren beschreven in particuliere verzamelingen van keizerlijke constitutiones, zoals de Codex Gregorianus (130 - 290) en de Codex Hermogenianus (293–94). Ook werden regels opgenomen die golden ten tijde van keizer Hadrianus (begin 2e eeuw). De tekst bevat geen wetgeving van Justinianus zelf, of een van zijn wetgevende organen, maar is wel onder de regering van Justinianus door de Senaat tot wet verheven.
In de tijd van de Romeinen betekende het woord codex simpelweg boek en kon dus in die tijd ook een niet-juridische inhoud bevatten, tegenwoordig wordt het begrip echter algemeen in de zin van wetboek gezien, mede door verspreiding van het begrip in de samenhang Codex Justinianus. Vervolgens is hiervan de term codificatie afgeleid, het verzamelen, ordenen en vastleggen van geldende regels.

## Uitbreiding
Aan de codex werden in 532 de Instituten (Instituones) toegevoegd, een bijgewerkte versie van de leerboeken voor Romeins recht van Gaius uit 161, tot stand gekomen onder de regering van Antoninus Pius. Ook werden de zogenaamde Digesten toegevoegd, een door de commissie van samenstellers geselecteerde bloemlezing van geschriften van belangrijke en of uitmuntende juristen zoals Ulpianus, Modestinus en Papinianus, met vooral casuïstisch materiaal. Beide uitbreidingen kregen kracht van wet op 30 december 533. Van de gelegenheid werd ook gebruik gemaakt om de Codex te actualiseren met de sedert 529 verschenen constituties die in 534 nog golden.
Later, na keizer Justinianus, werden ook Novellen (Novellae) of wetsvernieuwingen toegevoegd, hetgeen betekende dat de actuele wetgeving ter beschikking werd gesteld.
Deze werken samen werden omstreeks de 16e eeuw betiteld als het Corpus Iuris Civilis ofwel Grootboek Burgerlijk Recht.
De boeken waren met de hand geschreven en de teksten werden verspreid door het steeds weer overschrijven van een werk dat men in handen had gekregen. Dat gebeurde door juristen en daarbij werden in de kantlijn ook korte juridische commentaren geplaatst die leerzaam konden zijn, de zogenaamde glossen. Door  het met de hand overschrijven ontstond 'tekstbederf', fouten, onleesbare stukjes en onjuistheden omdat niet altijd meer duidelijk was, wat de originele tekst was en wat als commentaar later toegevoegd.

## Invloed
Met het verval van het Romeinse rijk verloor ook de Codex haar directe rechtskracht, maar vanaf 1070 werden de werken bestudeerd en bediscussieerd in de Italiaanse rechtsscholen als die van Bologna. Rechtsfiguren en rechtsbeginselen uit de Codex Justinianus hebben vaak doorlopend invloed gehouden in verschillende staten en landen welke voorheen behoorden tot het Byzantijnse Rijk. Niet alleen in het Oosten, maar ook in het Westen is aan de schepping in opdracht van Justinianus door rechtsgeleerden en burgers eeuwenlang gezag toegekend, ook in gebieden die al eerder buiten de Romeinse invloedssfeer waren geraakt.
Tijdens de middeleeuwen, en in veel gebieden ook nadien, werd de Codex door de rechtswetenschap als een belangrijke rechtsbron beschouwd en bestudeerd en becommentarieerd. De teksten werden ook gebruikt voor een doel dat nu moeilijk in overeenstemming lijkt te brengen met de originele context van een specifieke regel of rechtsfiguur uit de Codex. Rechtsgeleerden probeerden tegenstrijdigheden in het Corpus iuris op te heffen en door interpretatie oplossingen voor hun tijd te bieden. Bekende studiecentra waren in Bologna en Perugia, een van de belangrijkste juristen was de hoogleraar Bartholus de Sassoferrato. Hij ontwikkelde onder meer rechtsregels waarmee problemen konden worden opgelost als plaatselijke rechtsregels in conflict met elkaar waren, iets wat veel voorkwam door de vele kleine vorstendommen en stads-staatjes met elk eigen regels en verordeningen. Zo is in bijna geheel West-Europa in de Middeleeuwen het Romeinse recht vanuit universiteiten en rechtsscholen opnieuw doorgedrongen in de verschillende samenlevingen, ook onder vermenging met inheems (gewoonte-)recht en het recht van de katholieke kerk. Dit verschijnsel duidt men aan als de receptie van het Romeinse recht.
De gelding die het Romeinse recht als ius commune, dat wil zeggen als het 'gemene' of 'gemeenschappelijke' recht verkreeg, is ook eeuwen later door nationale wetgeving niet geheel tenietgegaan. Tot op heden zijn in Belgische en Nederlandse wetgeving, literatuur en rechtspraak juridische redeneringen, rechtsfiguren en rechtsbeginselen te vinden zoals opgetekend in opdracht van Keizer Justinianus die wel de grootste wetgever van Europa wordt genoemd, en verder ontwikkeld door middeleeuwse rechtsgeleerden.